# تور جهانی ۱۹۸۹
تور جهانی ۱۹۸۹ (به انگلیسی: The 1989 World Tour) چهارمین تور کنسرت که توسط خواننده و ترانه‌سرا آمریکایی تیلور سویفت، در جهت حمایت از آلبوم پنجم او به نام ۱۹۸۹، در سال ۲۰۱۴ اجرا شده‌است. تور در توکیو، ژاپن در تاریخ ۵ مه ۲۰۱۵ شروع شد.

## لیست ترانه‌ها
این لیست مجموعه نماینده نمایش در ۵ مه ۲۰۱۵ در توکیو است. این نماینده تمام کنسرت‌ها در طول تور نیست.
1. «به نیویورک خوش آمدید»
2. «رمانتیک جدید»
3. «فضای خالی»
4. «می‌دانستم تو مشکل‌سازی»
5. «آرزو می‌کنم بخواهی»
6. «چگونه آن دختر را بدست آوری»
7. «من جاهایی را می‌شناسم»
8. «تنها کاری که باید می‌کردی این بود که بمونی»
9. «تو عاشقی»
10. «پاک»
11. «داستان عشق»
12. «سبک»
13. «این عشق»
14. «کینه»
15. «ما هرگز به یکدیگر بازنمی‌گردیم»
16. «مشتاق» / «مهیج‌ترین رؤیاها»
17. «آسودگی»
18. «از ذهنم پاکش کنم»